# Poseł do Parlamentu Europejskiego

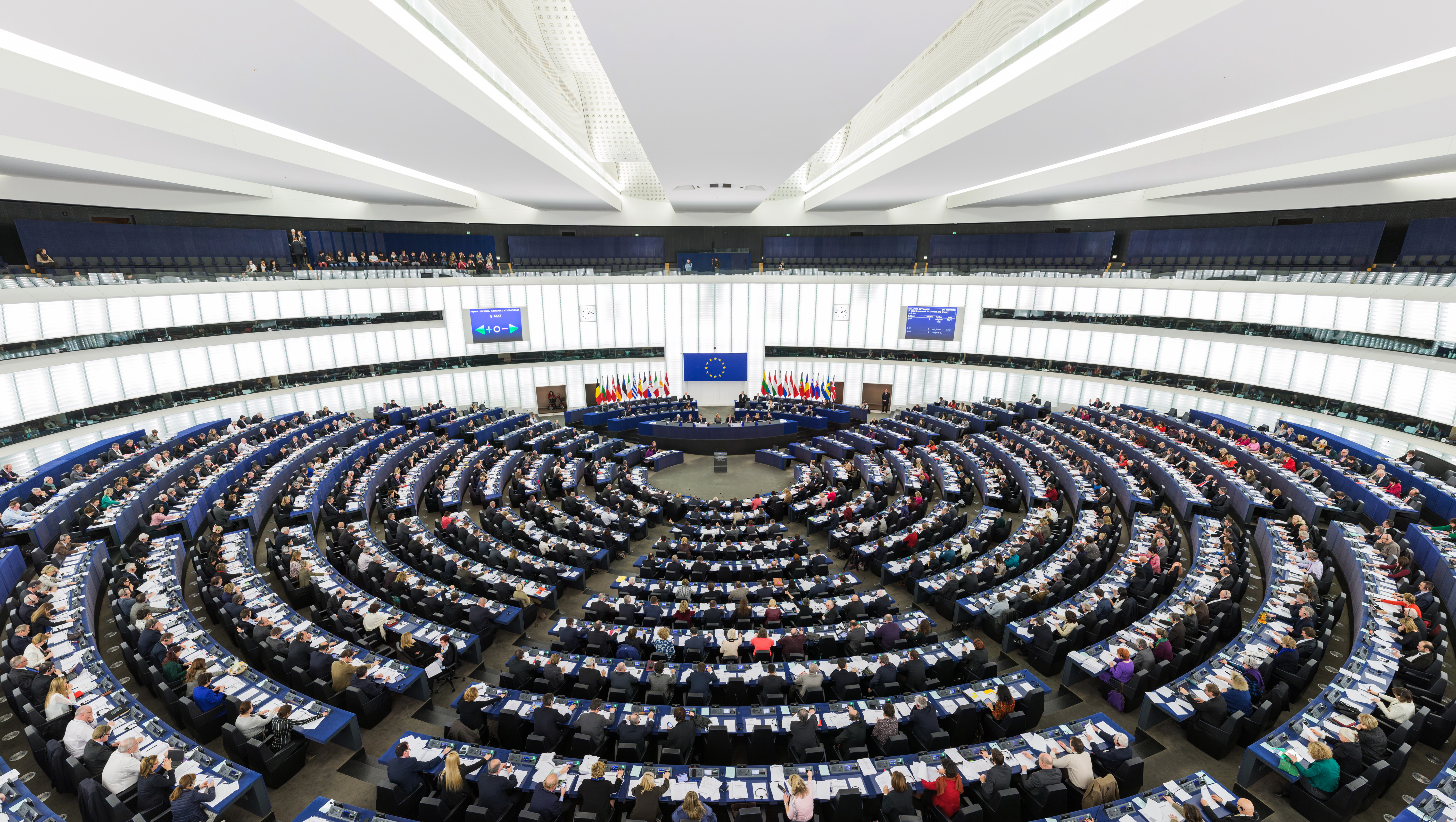
Posłowie do Parlamentu Europejskiego na sali obrad w Strasburgu (2014)

Poseł do Parlamentu Europejskiego (ang. Member of the European Parliament, skr. MEP) – członek Parlamentu Europejskiego, wybierany na pięcioletnią kadencję. W Polsce w stosunku do członków PE używa się potocznie określenia „europarlamentarzysta”, „eurodeputowany” lub „europoseł”.